# Jürgen Hoika

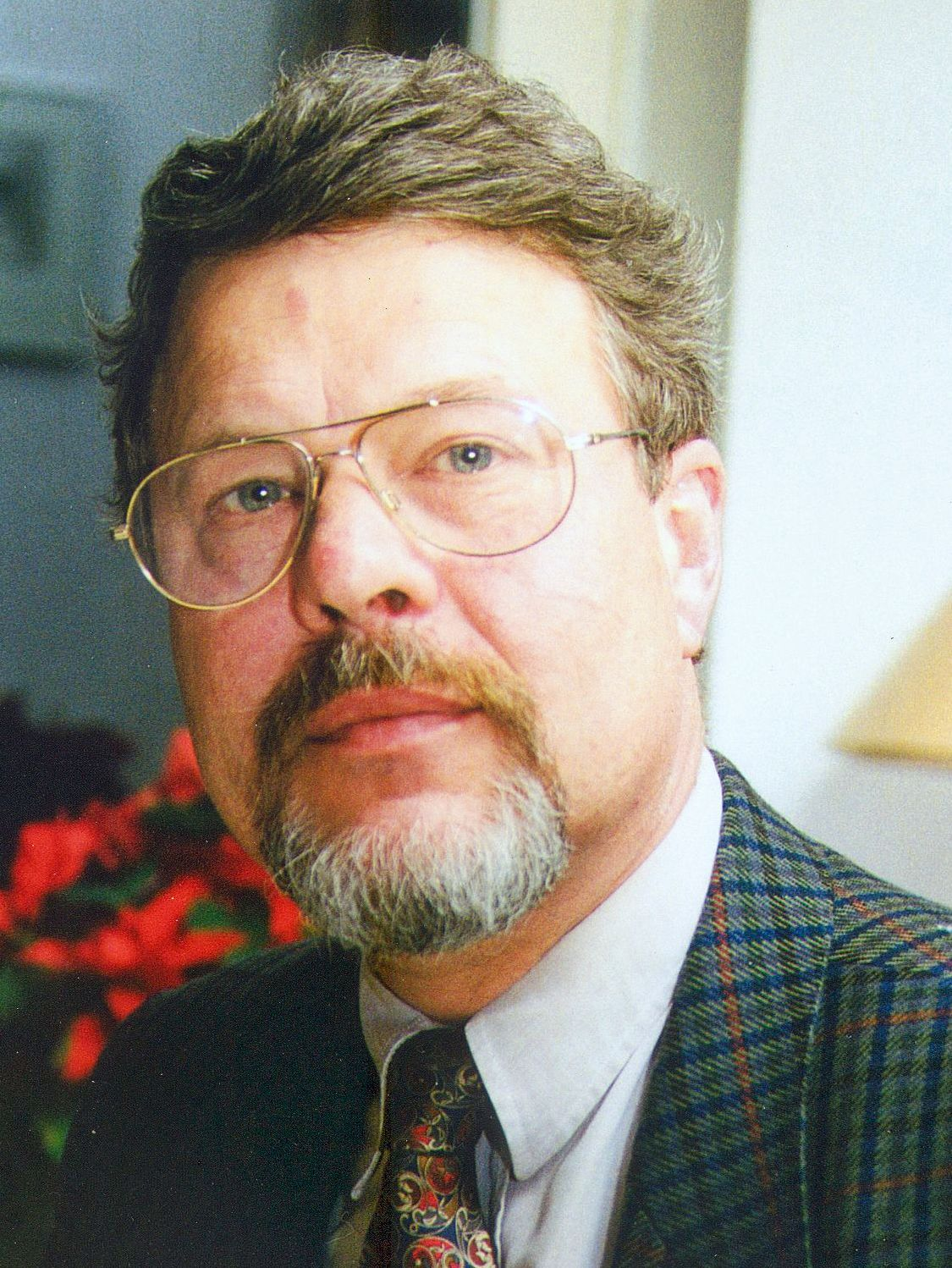
Jürgen Hoika (ca. 1997)

Jürgen Alfred Josef Hoika (* 4. Juni 1941 in Oranienburg; † 1. Februar 2005 in Schleswig) war ein deutscher Vor- und Frühgeschichtler, der sich um die Erforschung der jungsteinzeitlichen Vergangenheit insbesondere von Schleswig-Holstein verdient gemacht hat.

## Leben
Jürgen Hoika studierte an der Philipps-Universität Marburg und der Universität zu Köln, wo er 1970 mit der Dissertation „Die mittelneolithische Trichterbecherkultur (TBK) auf der Halbinsel Wagrien und ihre Beziehungen zu den dänischen Inseln“ zum Dr. rer. nat. promoviert wurde. Nach einem halben Jahr als wissenschaftliche Hilfskraft in Hamburg ging er 1971 an das Schleswig-Holsteinische Landesmuseum für Vor- und Frühgeschichte (heute Archäologisches Landesmuseum in der Stiftung Schleswig-Holsteinische Landesmuseen Schloss Gottorf) in Schleswig. Hier fand er in Karl Wilhelm Struve einen anregenden Förderer und wurde 1981 wissenschaftlicher Oberrat.
Schwerpunkt seiner Arbeit war die nordische Jungsteinzeit mit ihrer Trichterbecherkultur und ihren Dolmen. Dabei legte er besonderen Wert auf die Einbeziehung und Nutzung naturwissenschaftlicher Methoden zur Bestimmung der neolithischen Lebenswelt und der Qualifikation und Datierung von Funden.
Jürgen Hoika war verheiratet mit Eveline Hoika und hatte eine Tochter und einen Sohn.

## Ehrenamtliches Engagement
Hoika war am 25. Oktober 1969 Gründungsmitglied der „Deutschen Gesellschaft für Ur- und Frühgeschichte“ (DGUF), von 1991 bis 1995 deren stellvertretender Vorsitzender und von 1995 bis 1997 ihr Vorsitzender. Auf seine Initiative wurde der wissenschaftliche Beirat der DGUF geschaffen und der Deutsche Archäologiepreis eingerichtet.

## Schriften
- Jungsteinzeitliche Siedlungsreste aus Oldenburg – Dannau, Kreis Ostholstein. In: Michael Müller-Wille (Hrsg.): Festschrift für Karl Wilhelm Struwe zum 65. Geburtstag (= Offa-Berichte. Band 38). Wachholtz, Neumünster 1982, S. 51–83.
- Das Mittelneolithikum zur Zeit der Trichterbecherkultur in Nordostholstein. Untersuchungen zu Archäologie und Landschaftsgeschichte (= Offa-Bücher. Band 61). Wachholtz, Neumünster 1987.
- mit Harald Lübke: Allgemeine Angaben zum Fundplatz Bebensee LA 76. In: Harald Lübke, Die steinzeitlichen Fundplätze Bebensee LA 26 und LA 76, Kreis Segeberg. Teil I: Die Steinartefakte. Technologisch-ergologische Studien zum Nordischen Frühneolithikum. Untersuchungen und Materialien zur Steinzeit in Schleswig-Holstein 3. Schleswig-Neumünster 2000.
- Aus Jägern werden Bauern. Schleswig-Holstein auf dem Weg in die Jungsteinzeit. Begleitheft zur Ausstellung. Verein zur Förderung des Archäologischen Landesmuseums e. V., Schleswig 2001.